# Santana do Garambéu
Santana do Garambéu este un oraș în Minas Gerais (MG), Brazilia.